# ديزيري روس
ديزيري روس (بالإنجليزية: Desiree Ross)‏ هي ممثلة أمريكية، ولدت في 27 مايو 1999 في كارولاينا الجنوبية في الولايات المتحدة.

## وصلات خارجية
- ديزيري روس على موقع IMDb (الإنجليزية)
- ديزيري روس على موقع قاعدة بيانات الفيلم (الإنجليزية)